# 因佩里亞省
因佩里亞省（義大利語：Provincia di Imperia）是意大利利古里亞的一個省。面積1,156平方公里(不含塞波加1152km²)，2006年人口204,233人(不含塞波加203871人)。首府因佩里亞。
下分66市鎮。